# Francesca Chiaromonte
Francesca Chiaromonte é uma estatística italiana conhecida pelo seu trabalho em genética estatística e redução de dimensionalidade. Ela trabalha na Universidade Estadual da Pensilvânia como Dorothy Foehr Huck e J. Lloyd Huck Chair in Statistics for the Life Sciences, professora de estatística e directora do Genome Sciences Institute, e no Instituto de Economia de Sant'Anna Escola de Estudos Avançados da Itália como coordenadora científica de Economia e Gestão na era da Ciência de Dados.

## Educação e carreira
Chiaromonte recebeu uma laurea em estatística e economista da Universidade de Roma "La Sapienza". Ela concluiu o seu doutoramento em 1996 na Universidade de Minnesota; sua dissertação, A Reduction Paradigm for Multivariate Laws, foi supervisionada por R. Dennis Cook.
Ela tornou-se professora assistente de estatística na Universidade Estadual da Pensilvânia em 1998.

## Reconhecimento
Em 2016, Chiaromonte foi eleita Fellow da American Statistical Association "pelo excelente trabalho colaborativo em biologia de alto rendimento, contribuições para a metodologia em estatística e bioinformática, compromisso com a pesquisa interdisciplinar e liderança no desenvolvimento de programas de treino na interface das estatísticas, computação e ciências da vida". Ela recebeu a cadeira Huck em 2019.